# Älvsjö sjukhus
Älvsjö sjukhus, eller Fältsjukhuset i Älvsjö, var ett fältsjukhus inom Region Stockholm som verkade våren 2020. Sjukhuset var inrymt på Stockholmsmässan i stadsdelen Älvsjö i Stockholm.

## Historik
Den 22 mars 2020 tog Region Stockholm tillsammans med Försvarsmakten beslut att bygga ett komplett sjukhus i delar av Stockholmsmässans lokaler för att kunna möta ett förvärrat läge beträffande Coronavirusutbrottet i Sverige. Utrustningen bestod av ett fältsjukhus som tillhörde Försvarsmakten och det är även Försvarsmakten som byggde upp anläggningen vilken skulle bemannas med civil vårdpersonal.
Den ursprungliga planen var att sjukhuset skulle sättas upp vid militära Uppsala-Ärna flygplats i Uppsala garnison. Efter en begäran från Socialstyrelsen valdes mässhallarna i Älvsjö som plats för det provisoriska sjukhuset. Den 30 mars 2020 stod fältsjukhuset färdigt. Det uppgavs inför öppnandet att det i ett första steg skulle ha 140 fysiska vårdplatser. Intensivvårdsplatser, utbyggda stegvis i moduler om tio, skulle ta hand om patienter som plötsligt försämrades. Modulerna bestod av byggskivor till en höjd på cirka två meter och ovanför hängde ett tjockt svart tyg. Totalt planerades sjukhuset ha cirka 600 akutvårdsplatser. De flesta vårdplatserna kom att vara vanliga vårdplatser för patienter med covid-19. Vårdverksamheten kom att bedrivas slutet och helt åtskilt från den övriga mässverksamheten som var pausad. Sjukhuset kom aldrig att användas under våren och Region Stockholm gav den 4 juni beskedet att det provisoriska sjukhuset skulle avvecklas.

## Organisation
Fältsjukhuset uppfördes genom ett samarbete mellan Försvarsmedicincentrum, Trängregementet, Mellersta militärregionen och Järvabataljonen ur Livgardesgruppen, samt Locum fastighetsbolag, Region Stockholm och Socialstyrelsen. Totalt erbjöd sjukhuset 600 vårdplatser varav Försvarsmakten bidrog med utrustning till 40 platser. Vid sjukhuset fanns även en intensivvårdsavdelning med plats för 100 IVA-platser, varav Försvarsmakten bidrog med utrustning till 30 platser.

### Galleri
Bilder från fältsjukhuset 30 mars 2020

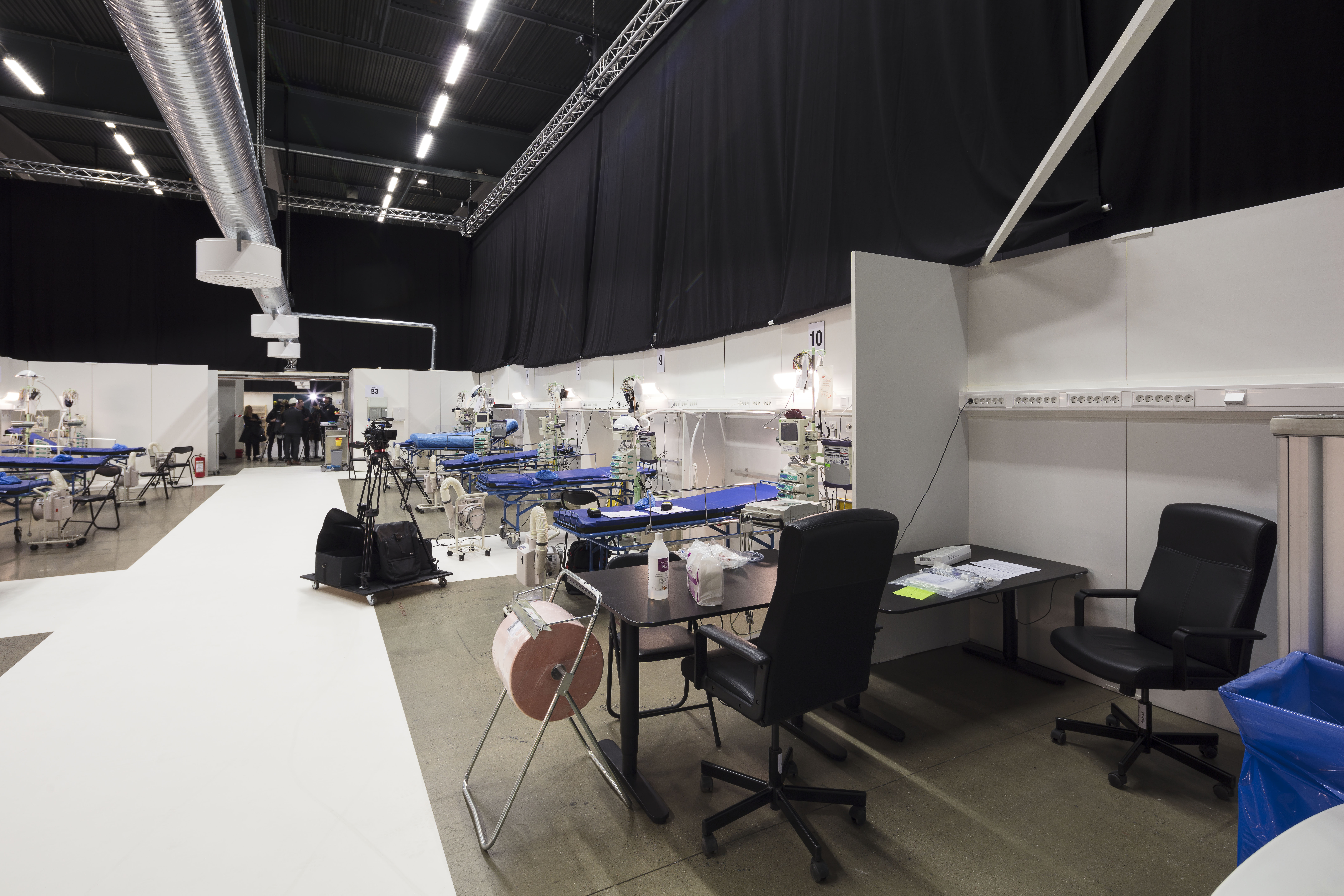
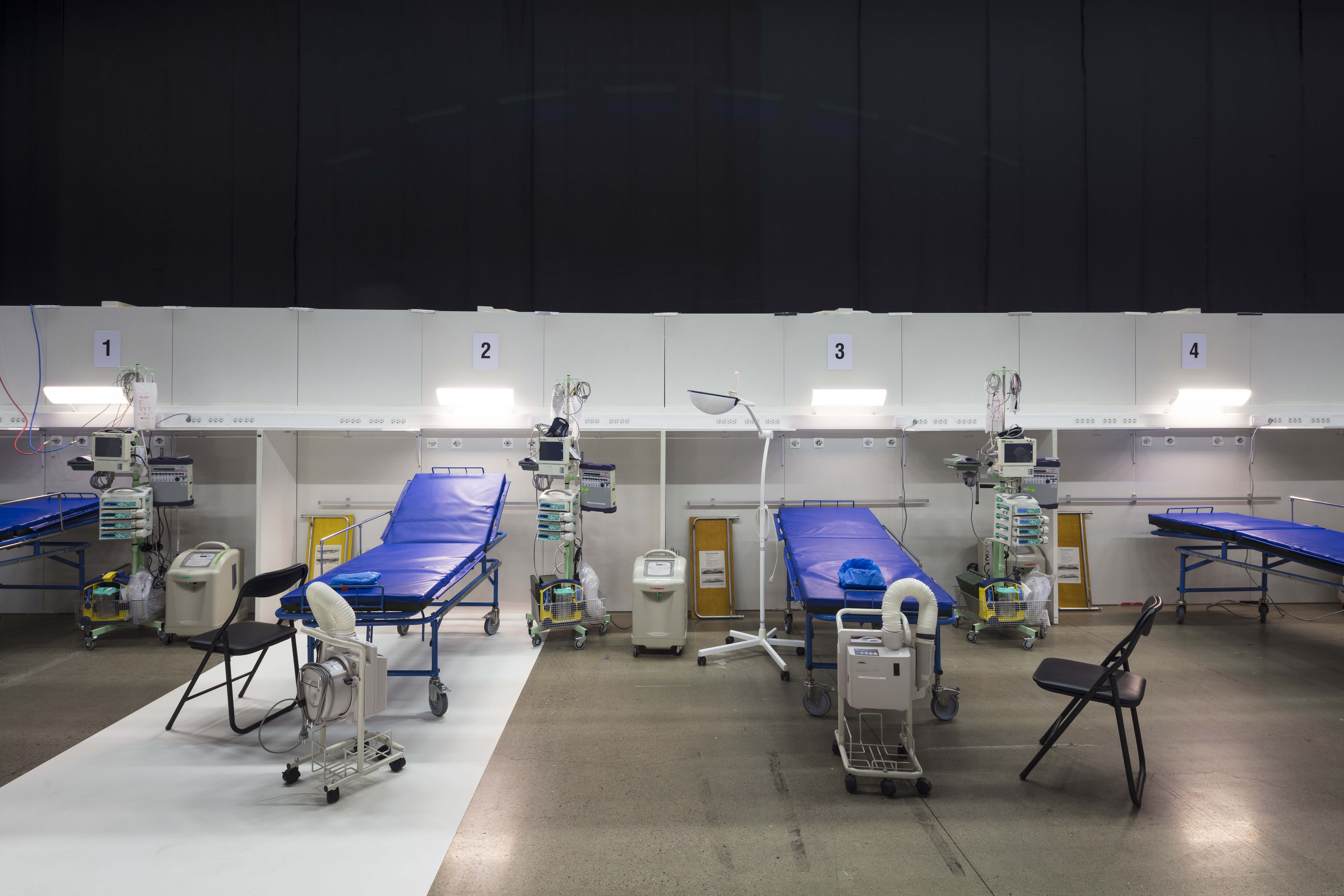
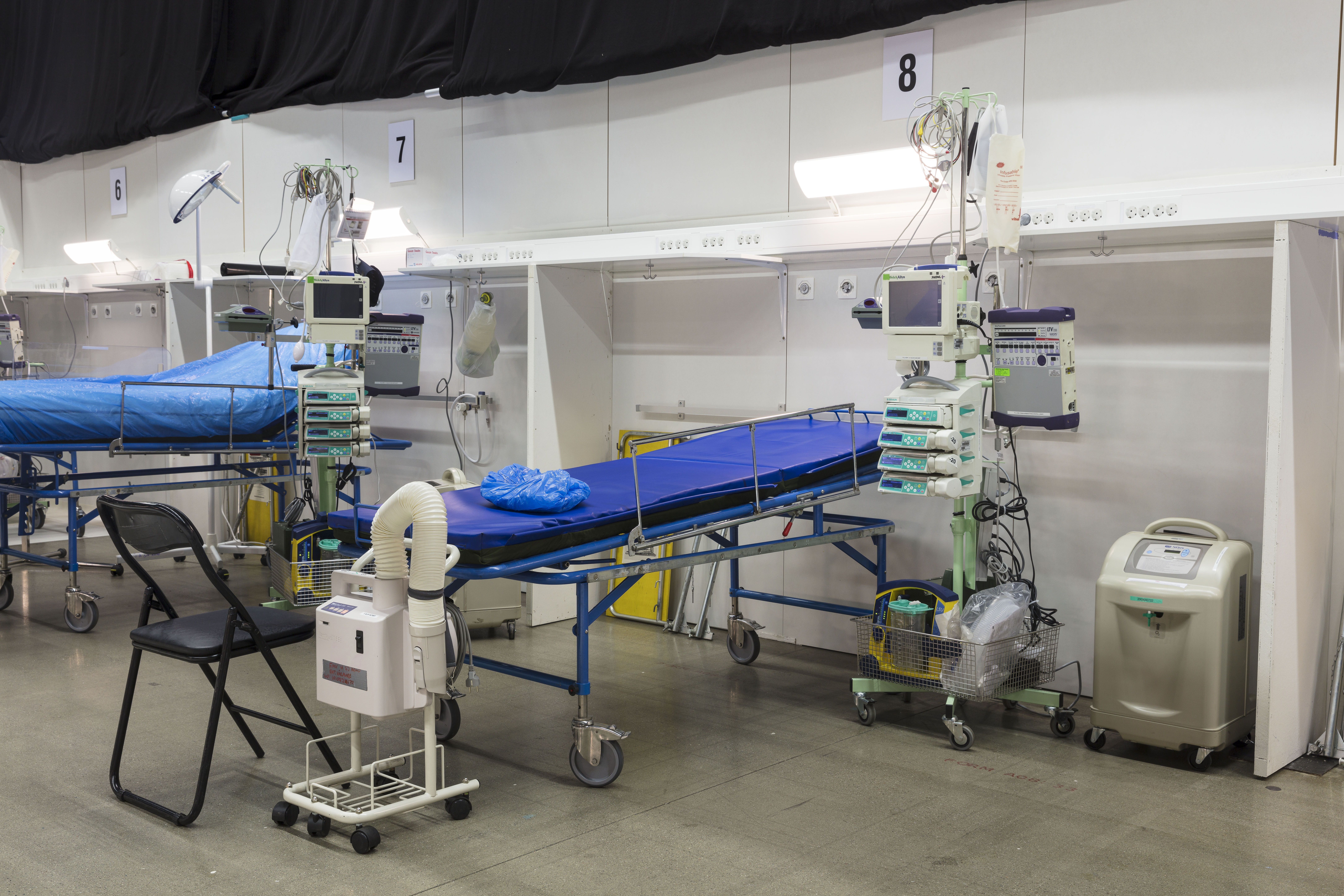
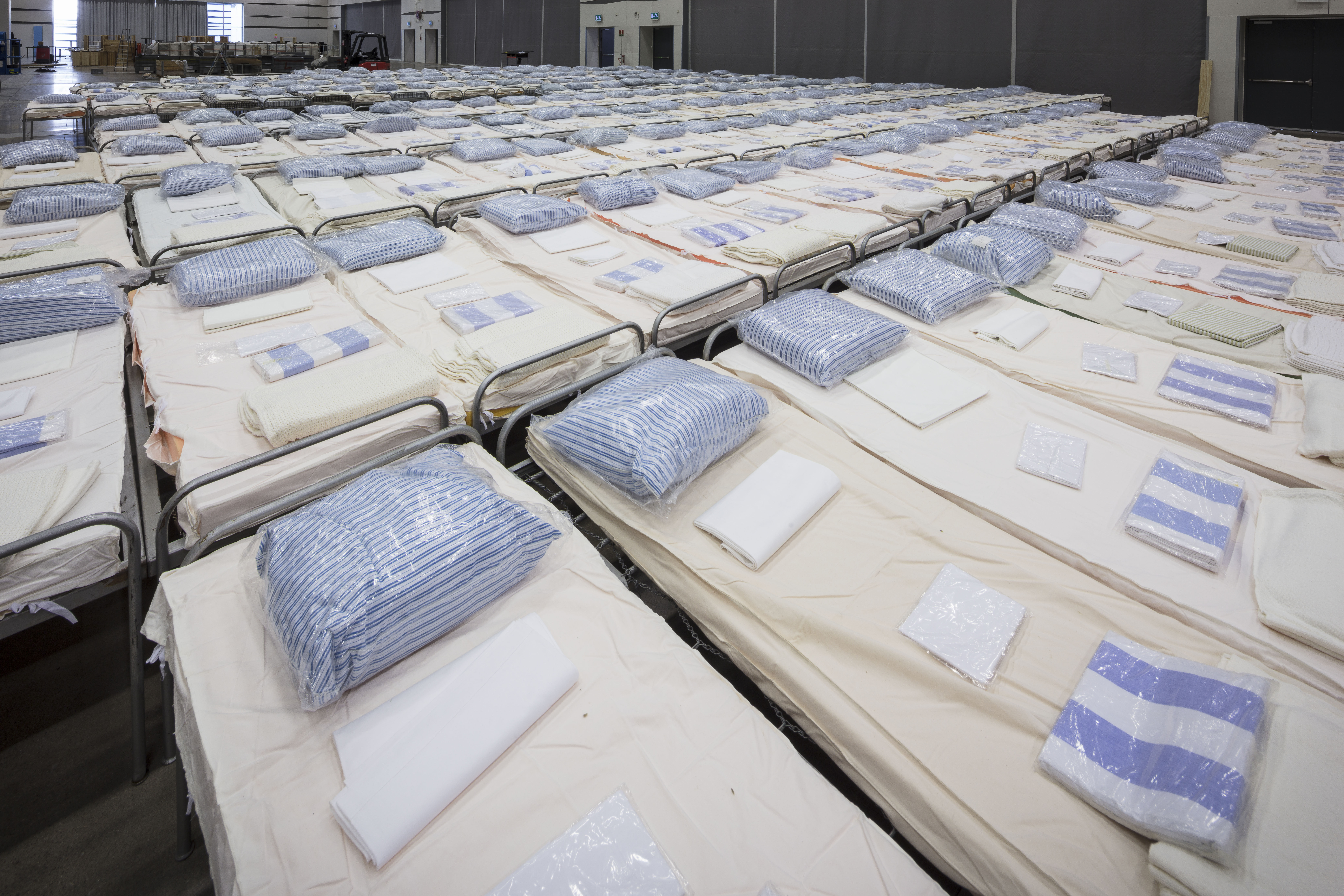